# La Celle-sous-Montmirail
La Celle-sous-Montmirail é uma ex-comuna francesa na região administrativa de Altos da França, no departamento de Aisne. Estendeu-se por uma área de 5,67 km². Em 2010 a comuna tinha 114 habitantes (densidade: 20,1 hab./km²).
Em 1 de janeiro de 2016 foi fundida com as comunas de Artonges, Fontenelle-en-Brie e Marchais-en-Brie para a criação da nova comuna de Dhuys-et-Morin-en-Brie.